# Carmichaelia monroi
Carmichaelia monroi är en ärtväxtart som beskrevs av William Jackson Hooker. Carmichaelia monroi ingår i släktet Carmichaelia och familjen ärtväxter.

## Underarter
Arten delas in i följande underarter:
- C. m. longecarinata
- C. m. monroi